# Петрилово (Брянская область)
Петрилово — деревня в Брасовском районе Брянской области, в составе Сныткинского сельского поселения. 
 Расположена в 6 км к северо-востоку от деревни Сныткино. Население — 4 человека (2010).

## История
Упоминается с первой половины XVII века в составе Брасовского стана Комарицкой волости (первоначально — деревня в приходе села Девичье). Располагалась близ нынешнего посёлка Красное (52°44′40″ с. ш. 34°41′20″ в. д.). 
 С 1726 по 1835 гг. — село с храмом Николая Чудотворца; с 1741 — владение Апраксиных. В 1778—1782 гг. временно входило в Луганский уезд.
В 1835 году приходской храм сгорел, Петрилово было приписано к селу Литовня, а в 1850—1852 гг. Петрилово, отныне вновь называемое деревней, перенесено на нынешнее место (с этого времени состояло в приходе села Кропотово). На прежнем месте позднее был устроен Александровский хутор (ныне посёлок Красное).
С 1861 года Петрилово входило в Добрикскую волость Севского уезда, с 1880-х гг. — в Апраксинскую (Брасовскую) волость. С 1929 года в Брасовском районе; с 1920-х гг. по 1961 — в Кропотовском сельсовете.
| Годы      | 1858 | 1878 | 1897 | 1926 | 1979 | 1989 | 2002 | 2010 |
| --------- | ---- | ---- | ---- | ---- | ---- | ---- | ---- | ---- |
| Население | 406  | 541  | 700  | 880  | 172  | 68   | 22   | 4    |